# 四職
四職（日语：／ Shishiki / Shishoku）是在室町時代中，武家的家格。包括守護大名赤松氏、一色氏、京極氏、山名氏。

## 概要
負責室町幕府的軍事指揮和京都市中的警察、徵税等侍所的長官（頭人、所司），需向赤松氏、一色氏、京極氏、山名氏交代。
美濃守護土岐氏、骏河守护今川氏亦被任命為侍所頭人，與此四家合稱六職，此六家本姓都是源氏。
與京都奉行土岐氏、奏者伊勢氏、關東執事上杉氏合稱七頭，與三管領家（細川氏、斯波氏、畠山氏）並列三職七頭，以幕府的宿老身份，參與中央的政治。而且因為負責京都的警察權，多數都兼任山城守護。在應仁之亂以後，亦有赤松政則等人就任的例子，在畿內的戰亂和守護在領國獨立的情況出現後，變為無人就任的情況，最後自動消失。
存續的血脈則成為織田信長的家臣，分別有赤松則房、一色滿信、京極高慶、山名氏政。除一色氏以外的三家，存续至明治时代，列为华族。